# Vila Verde (Vinhais)
Vila Verde es una freguesia portuguesa del municipio de Vinhais, con 14,30 km² de superficie y 240 habitantes (2001). Su densidad de población es de 16,8 hab/km².